# Concepción del Bermejo
Concepción del Bermejo är en ort i Argentina.   Den ligger i provinsen Chaco, i den norra delen av landet, 900 km norr om huvudstaden Buenos Aires. Concepción del Bermejo ligger 113 meter över havet och antalet invånare är 5 830.
Terrängen runt Concepción del Bermejo är mycket platt. Runt Concepción del Bermejo är det glesbefolkat, med 11 invånare per kvadratkilometer..
I omgivningarna runt Concepción del Bermejo växer i huvudsak lövfällande lövskog.